# Miguel Lopes
Hugo Miguel Almeida Costa Lopes  (* 19. Dezember 1986 in Lissabon) ist ein portugiesischer Fußballspieler.

## Karriere

### Verein
Lopes begann seine Profikarriere zunächst im B-Team von Benfica Lissabon. Im folgenden Sommer wechselte er zum unterklassigen Verein CD Operário. Nach einigen guten Leistungen dort wechselte er bereits eine Saison später zum Rio Ave FC. Im Januar 2009 wurde bereits ausgehandelt, dass Lopes in der Sommerpause zum FC Porto wechseln werde, wo er einen Vier-Jahres-Vertrag erhielt. Beim FC Porto angekommen kam er jedoch nicht an Jorge Fucile vorbei und kam nur zu 12 Einsätzen in der Spielzeit 2009/10. Im August 2010 wechselte Lopes auf Leihbasis zu Betis Sevilla in die spanische Segunda División. In der folgenden Spielzeit war er Leihweise bei Sporting Braga aktiv. Im Januar 2013 wechselte er zum Ligakonkurrenten Sporting Lissabon und unterschrieb einen Vertrag bis Ende Juni 2018. Im Gegenzug wechselte der russische Nationalspieler Marat Nailewitsch Ismailow zum FC Porto.
Für die Saison 2016/17 wurde er an den türkischen Erstligisten Akhisar Belediyespor ausgeliehen. Nach einer Saison wurde er von diesem Verein samt Ablöse verpflichtet. Er war ein wichtiger Bestandteil jener Mannschaft die mit den Gewinn des Türkischen Pokals der Saison 2017/18, des Türkischen Supercups 2018 und der Pokalfinalteilnahme 2018/19 die wichtigsten Erfolge der Vereinsgeschichte realisierte.
Im Sommer 2019 wechselte er nach Akhisarspors Abstieg aus der Süper Lig zum türkischen Erstligisten Kayserispor.

### Nationalmannschaft
Für Portugals U21-Auswahl bestritt er zwischen 2006 und 2009 zwei Länderspiele. Am 2. Juni 2012 debütierte Lopes in der portugiesischen Nationalmannschaft, nachdem er von Nationaltrainer Paulo Bento überraschend für die Europameisterschaft 2012 nominiert worden war.

## Erfolge
FC Porto
- Portugiesischer Meister: 2012/13
- Portugiesischer Pokalsieger: 2010
- Portugiesischer Supercupsieger: 2010, 2011, 2012

Betis Sevilla
- Aufstieg in die Primera División: 2011

Sporting Lissabon
- Portugiesischer Pokalsieger: 2015

Akhisarspor
- Türkischer Supercupsieger: 2018
- Türkischer Pokalsieger: 2017/18
  - Finalist 2018/19

## Sonstiges
Miguel hat einen Zwillingsbruder (Nuno), der ebenfalls Profifußballer ist.